# محمد جواد السهلاني
محمد جواد السهلاني (1911 - 12 أكتوبر 2008) فقيه مسلم وشاعر عراقي عاش معظم حياته في سوريا. ولد في النجف ونشأ بها على والده العالم وقرأ مقدماته الأولية والسطوح على محمد تقي صادق ومحمد الكرمي ومحمد الجواد الجزائري ثم حضر الأبحاث العالية على
أبي الحسن الأصفهاني وتعلم نظم الشعر على مهدي الحجار. ساهم في النوادي الأدبية النجفية‌ وشارك بها. أوفد إلى البصرة ليكون هناك مرشداً ومبلغاً من قِبَل العلماء النجف وأسس فيها جامعاً كبيراً سنة 1966. هاجر إلى الكويت سنة 1982 ثم سوريا وسكنها حتى توفي بها ونقل جثمانه إلى البصرة ودفن بجوار جامعه. له مقالات وبحوث في الصحف العربية وديوان بعنوان الأمواج.

## سيرته
هو محمد الجواد بن علي بن عبد الرضا بن جواد النجفي الحميري ولد في محلة الحويش بالنجف سنة 1330 هـ / 1911 م ونشأ بها فدرس على محمد تقي صادق ومحمد طه الكرمي ومحمد علي الدمشقي ومحمد رضا كاشف الغطاء ومحمد الجواد الجزائري وأخيراً حضر بعض الوقت بحث الخارج للسيد أبو الحسن الإصفهاني. إلا أنه انقاد إلى حب الشعر وإنشاده وعني بالأدب. برز مشاركاً في الندوات النجفية التي كانت تعقد في مناسبات أدبية. ثم سكن البصرة واشتغل في مجال الدعوة والإرشاد وقام فيها بخدمات جليلة ومشاركة في مؤسسات الرعاية الخيرية والاجتماعية. ومن آثاره تأسيسه المسجد الكبير في محلّة الأصمعي بالبصرة، والذي يعرف بـجامع الشيخ السهلاني ويُعد من أكبر مساجد البصرة، وقد أنشأه سنة 1966. غادر العراق عام 1982 إلى الكويت ومنها إلى سوريا.

توفي 12 أكتوبر 2008/ 12 شوال 1429 هـ في داره بعد مرض عضال  وشيع في السيدة زينب في دمشق ونقل جثمانه إلى البصرة ودفن في 14 أكتوبر في الجامع الذي أنشأه نفسه.

## مؤلفاته
- الأمواج: ديوان شعره.
- الأحوال الشخصية، ومصدرها القرآن.
- رسالة موجزة في علم المنطق
- المسائل الشّرعيّة والعقل السّليم
- في ظل الخليل
- دراسة في علم العروض

## وصلات خارجية
- موقع آية الله الشيخ محمد جواد السهلاني